# أبراج كتارا
أبراج كتارا Katara Towers هي ناطحة سحاب في مدينة لوسيل في دولة قطر. يبلغ ارتفاعه 211 مترا (692 قدما) ومكون من 40 طابقا. تم بناؤه في عام 2022، وسيضم فندقين فاخرين، بالإضافة إلى شقق ومساحات مكتبية ومتاجر ومطاعم. صاحبه الشيخ 